# 鮑伯·強森 (內野手)
羅伯特·華萊士·強森（英語：Robert Wallace Johnson，1936年3月4日—2019年11月12日），綽號「洛基」，為前美國職棒大聯盟的內野手，生涯曾效力於運動家、參議員(今遊騎兵)、金鶯、大都會、紅人、勇士與紅雀等隊。他曾在1966年拿下世界大賽冠軍。

## 職業生涯
強森於1960年登上大聯盟，同年底，他在擴張選秀第32順位被參議員選走。後來他加入金鶯，並打了4個球季，其中在1966年球隊順利奪冠。1967年球季中，金鶯將強森交易到大都會。自此之後，他主要擔任代打。1967年和1969年，他都有至少3成40以上的打擊率。
守備方面，強森在內野任何守備位置都能勝任。他生涯累積66支代打安打，最後他在1970年離開大聯盟。
2019年11月12日，強森因病去世，享年83歲。

## 生涯打擊成績
| 出賽次數 | 打席 | 打數 | 得分 | 安打 | 二安 | 三安 | 全壘打 | 打點 | 盜壘 | 保送 | 三振 | 打擊率 | 上壘率 | 長打率 | OPS  |
| -------- | ---- | ---- | ---- | ---- | ---- | ---- | ------ | ---- | ---- | ---- | ---- | ------ | ------ | ------ | ---- |
| 874      | 2508 | 2307 | 254  | 628  | 88   | 11   | 44     | 230  | 24   | 156  | 291  | .272   | .320   | .377   | .697 |

## 外部連結
- 球員資訊和成績在MLB ，ESPN，Retrosheet ，Baseball Reference ，Baseball Reference (Minors) ，Fangraphs（英文）